# Stemmiulus pallicollis
Stemmiulus pallicollis är en mångfotingart som beskrevs av Jean-Paul Mauriès 1979. Stemmiulus pallicollis ingår i släktet Stemmiulus och familjen Stemmiulidae. Inga underarter finns listade i Catalogue of Life.